# 珀爾蒂尼什鄉 (卡拉什-塞維林縣)
45°26′N 22°9′E / 45.433°N 22.150°E
珀爾蒂尼什鄉（羅馬尼亞語：Comuna Păltiniș, Caraș-Severin），是羅馬尼亞的鄉份，位於該國西南部，由卡拉什-塞維林縣負責管轄，面積100平方公里，海拔高度315米，2007年人口2,561，人口密度每平方公里26人。